# وای‌آرسی
وای‌آرسی (انگلیسی: YRC) شرکت ترابری آمریکایی است، که در سال ۱۹۲۹ تأسیس شد.